# Kahamanhalanga
Kahamanhalanga (auch Kahama Nhalanga oder Kamanhalanga) ist ein Verwaltungsbezirk (englisch Ward) des Distrikts Nzega (DC) in der tansanischen Region Tabora.

## Geografie
Kahamanhalanga ist ein ländlicher Bezirk im westlichen Teil des zentralen Hochlands von Tansania, etwa 45 Kilometer Luftlinie westlich der Distrikthauptstadt Nzega. Bei der Volkszählung 2022 lebten 19.557 Menschen in 2962 Haushalten auf einer Fläche von 226 Quadratkilometern.
Der Bezirk grenzt im Westen an den Distrikt Ushetu der Region Shinyanga und sonst an Bezirke des Distrikts Nzega (DC).
|        | Igusule                                     | Ikindwa |
| Ushetu | Kompassrose, die auf Nachbargemeinden zeigt | Uduka   |
|        | Mogwa                                       | Bukene  |

## Gliederung
Der Bezirk besteht aus vier Gemeinden (swahili Mtaa) mit 22 Orten (Kitongoji):
| Kahamanhalanga - Kahamnhalanga - Makela - Mdunya - Kidenda - Mwashikimai - Ubiti - Mwamakumbi | Kilino - Kilino - Iguku A - Iguku B - Busenge | Iditima - Iditima - Mitungu - Mbulige - Kalagwa | Nhabala - Nhabala - Igugu - Kakoma - Mlimani - Mwakumbi A - Mwakumbi B - Nenia |

## Infrastruktur
- Bildung: Die Mabonde Secondary School ist eine staatliche weiterführende Schule. Sie bildet als Tagesschule Jugendliche bis zur 4. Stufe aus.[8]
- Gesundheit: Im Bezirk befindet sich eine öffentliche Apotheke.[9]